# Gunn-Rita Dahle Flesjå
Gunn-Rita Dahle Flesjå (Bjørheimsbygd, 10 februari 1973) is een Noorse mountainbikester.

## Carrière
Dahle begon met mountainbiken in april 1995 en twee maanden later won ze het Noors kampioenschap. In oktober van dat jaar tekende ze haar eerste profcontract. Tijdens de Olympische Spelen van 1996 in Atlanta behaalde ze een vierde plaats. Acht jaar later won Dahle in Athene de olympische titel op de Cross Country mountainbike. In 2002, 2004, 2005 en 2006 won ze de titel op de Cross Country tijdens het Wereldkampioenschap mountainbike. In 2004, 2005, 2006, 2008, 2013 en 2015 won ze de regenboogtrui op de marathon.
Gunn-Rita Dahle is getrouwd en heeft een zoon.

## Overwinningen

### Marathon
- WK: 5x (2004 - 2006, 2008 en 2013)
- EK: 2x (2006 en 2009)

### Cross Country
| Seizoen | Wereldbeker                                                                                  | Kampioenschappen | Overige                                                  | Totaal aantal zeges |
| ------- | -------------------------------------------------------------------------------------------- | ---------------- | -------------------------------------------------------- | ------------------- |
| 1995    |                                                                                              | NK               |                                                          | 1                   |
| 1996    | Kristiansand, Oahu                                                                           |                  | Hawaii, Roc D'azur                                       | 4                   |
| 1997    |                                                                                              | NK               | Roc D'azur, Gieten                                       | 2                   |
| 1998    | Sankt-Wendel, Bromont                                                                        | NK               |                                                          | 3                   |
| 1999    | Canmore                                                                                      | NK               | Lillehammer, Elverum, Lausanne, Skovode                  | 6                   |
| 2000    |                                                                                              |                  |                                                          | 0                   |
| 2001    |                                                                                              | NK               | Lillehammer, Farrisrunden, Oslo                          | 4                   |
| 2002    |                                                                                              | WK, EK           | Hittnau, Kaprun, Lillehammer                             | 5                   |
| 2003    | Sankt-Wendel, Fort William, Mt St-Anne, Kaprun, Grouse Mountain Eindklassement               | EK, NK           | Buchs, Nalles, Heubach, Wildbach, Huskvarna              | 13                  |
| 2004    | Madrid, Houffalize, Fort William Mont Sainte-Anne, Calgary, Livigno Eindklassement           | WK, EK, NK       | Les Gets, Athene, Munslingen, Heubach, Sola, Zdroj, Bern | 17                  |
| 2005    | Madrid, Houffalize, Willingen Santa Catarina, Angel Fire Resort, Fort William Eindklassement | WK, EK, NK       | New Mexico, Roskilde, Hasliberg, Munslingen, Reinarch    | 15                  |
| 2006    | Curaçao, Madrid, Spa                                                                         | WK               | Sea Otter Classic, Beijing, Treviso, Montebelluna        | 8                   |
| 2007    |                                                                                              |                  | Nals, Munsingen                                          | 2                   |
| 2008    | Madrid                                                                                       |                  |                                                          | 1                   |
| 2009    |                                                                                              | NK               | Birkebeinerrittet                                        | 2                   |
| 2010    |                                                                                              |                  | Plymouth                                                 | 1                   |
| 2011    |                                                                                              | EK, NK           | Lugagnano                                                | 3                   |
| 2012    | La Bresse, Val d'Isère                                                                       | EK               | Münsingen, Heubach                                       | 5                   |
| 2013    |                                                                                              | NK               | Davos, Méribel                                           | 3                   |
| 2014    |                                                                                              |                  | Haiming                                                  | 1                   |

1996: Paola Pezzo ·
2000: Paola Pezzo ·
2004: Gunn-Rita Dahle ·
2008: Sabine Spitz ·
2012: Julie Bresset ·
2016: Jenny Rissveds ·
2020: Jolanda Neff ·
2024: Pauline Ferrand-Prévot